# Provinz Nor Cinti
Nor Cinti (Quechua Chinchay Sinti) ist eine Provinz im südwestlichen Teil des Departamento Chuquisaca im südamerikanischen Anden-Staat Bolivien.

## Lage
Die Provinz ist eine von zehn Provinzen im Departamento Chuquisaca. Sie grenzt im Norden und Westen an das Departamento Potosí, im Süden an die Provinz Sud Cinti, im Südosten an die Provinz Hernando Siles, und im Osten an die Provinz Azurduy.
Die Provinz erstreckt sich etwa zwischen 19° 46' und 20° 56' südlicher Breite und 64° 16' und 65° 22' westlicher Länge, ihre Ausdehnung von Westen nach Osten beträgt bis zu 115 Kilometer, von Norden nach Süden ebenfalls 115 Kilometer.

## Bevölkerung
Die Einwohnerzahl der Provinz Nor Cinti ist in den vergangenen drei Jahrzehnten um etwa ein Zehntel angestiegen:
| Jahr | Einwohner | Quelle       |
| ---- | --------- | ------------ |
| 1992 | 65 866    | Volkszählung |
| 2001 | 69 512    | Volkszählung |
| 2012 | 76 477    | Volkszählung |
| 2024 | 71 433    | Volkszählung |

44,8 Prozent der Bevölkerung sind jünger als 15 Jahre, der Alphabetisierungsgrad in der Provinz beträgt 55,9 Prozent. (1992)
63,9 Prozent der Bevölkerung sprechen Spanisch, 79,6 Prozent Quechua, und 0,5 Prozent Aymara. (1992)
90,4 Prozent der Bevölkerung haben keinen Zugang zu Elektrizität, 91,4 Prozent leben ohne sanitäre Einrichtung (1992).
91,3 Prozent der Einwohner sind katholisch, 6,9 Prozent sind evangelisch (1992).

## Gliederung
Die Provinz Nor Cinti gliedert sich bei der letzten Volkszählung von 2024 in die folgenden vier Verwaltungsbezirke (bolivianisch „Municipios“):
- 01-0701 Municipio Camargo – 14.712 Einwohner
- 01-0702 Municipio San Lucas – 26.486 Einwohner
- 01-0703 Municipio Incahuasi – 16.311 Einwohner
- 01-0704 Municipio Villa Charcas – 13.924 Einwohner

## Ortschaften in der Provinz Nor Cinti
- Municipio Camargo
  - Camargo 5173 Einw. – Suquistaca 398 Einw. – Tacaquira 243 Einw. – Lintaca 84 Einw. – Palca Grande 64 Einw.

- Municipio San Lucas
  - San Lucas 1941 Einw. – Palacio Tambo 1126 Einw. – Malliri 1026 Einw. – Padcoyo 685 Einw. – Sacavillque Chico 590 Einw. – Payacota del Carmen 587 Einw. – Khollpa Khasa 539 Einw. – Laja Khasa 521 Einw. – Chiñimayu 511 Einw. – Chillagua 499 Einw. – Sacavillque Grande 490 Einw. – Yapusiri 462 Einw. – Pasla 439 Einw. – Capira 412 Einw. – Cinteño Tambo 402 Einw. – Ocurí 400 Einw. – Tambo Khasa 396 Einw. – Quirquiwisi 378 Einw. – Mollepata 352 Einw. – Sunchu Tambo 342 Einw. – Pilaló 335 Einw. – Ojeda 324 Einw. – Pirhuani 322 Einw. – Rodeo Kocha 271 Einw. – Entre Ríos 250 Einw. – Thuru Pampa 210 Einw. – Corma 204 Einw. – Andamarca 199 Einw. – Ajchilla 196 Einw. – Tambo Moqo 194 Einw. – El Terrado 161 Einw. – Uruchini 148 Einw. – Canchas Blancas 142 Einw. – Chanchacilli 127 Einw. – Japo 126 Einw. – Cumuni 108 Einw.

- Municipio Incahuasi
  - Incahuasi 1509 Einw. – Lampazar 722 Einw. – Jolencia 695 Einw. – Miraflores 686 Einw. – Yatina 626 Einw. – Pueblo Alto 586 Einw. – El Quemado 541 Einw. – Sultaca Baja 505 Einw. – Chillajara 501 Einw. – Huajlaya 344 Einw. – San Marcos 265 Einw. – San Marcelo 244 Einw. – Agua y Cerca 202 Einw. – Portillo 184 Einw. – Pucará de Yatina 105 Einw.

- Municipio Villa Charcas
  - Villa Charcas 1330 Einw. – Pucará 1039 Einw. – Huancarani Bajo 771 Einw. – Palcapata 732 Einw. – Sultaca Alta 686 Einw. – Arpaja Alta 538 Einw. – Sacari 523 Einw. – Caiza „K“ 381 Einw. – Huancarani Alto 363 Einw. – Santa Elena 136 Einw.